# Jenny Hjohlman
Jenny Josefina Hjohlman, född Olofsson 13 februari 1990 i Viksjöfors i Ovanåkers församling i Gävleborgs län, är en svensk fotbollsspelare som spelar för italienska CF Florentia. Hon har tidigare spelat för bland annat Umeå IK.

## Klubbkarriär
Hjohlman började spela fotboll i Viksjöfors IF och gick sedan till Edsbyns IF för att 2006 hamna i Sundsvalls DFF. Där var hon framgångsrik som anfallare och gjorde 39 mål på fem säsonger i Norrettan. Under sitt sista år i Sundsvall gjorde hon 19 mål.
Inför säsongen 2012 värvades inför säsongen 2012 Hjohlman till Umeå IK i damallsvenskan. Efter två säsonger i Umeå med 8 mål på 30 matcher förlängde Hjohlman i juni 2013 sitt kontrakt till 2015 och hösten 2015 förlängde parterna det ytterligare till och med 2016. Säsongen 2016 åkte Umeå IK ur Damallsvenskan.
I december 2016 värvades Hjohlman av KIF Örebro, där hon skrev på ett ettårskontrakt. Inför 2018 skrev hon kontrakt med italienska ligaledaren i Serie B CF Florentia.

## Landslagskarriär
2013 blev Hjohlman uttagen till Europamästerskapen 2013 i Sverige. Detta trots att hon aldrig spelat för A-landslaget tidigare. Förbundskapten Pia Sundhage motiverade uttagningen av Hjohlman med att hon tillför "snabbhet och näsa för mål" och att "i ett långt mästerskap måste man ha tillräckligt med alternativ".
Hjohlman mästerskapssdebuterade med landslaget den 13 juli 2013 i en match mot Finland i Europamästerskapet i fotboll för damer 2013. 
Hennes hittills största merit är ett EM-silver med U19-landslaget i Vitryssland 2010.